# Wilhelm Blohm
Wilhelm Blohm (geboren 4. Februar 1862 in Abbehausergroden, Großherzogtum Oldenburg; gestorben 9. März 1944 in Delmenhorst) war ein deutscher Lehrer und Abgeordneter des Oldenburger Landtags.

## Leben
Wilhelm Blohm war ein Sohn des Lehrers Friedrich Wilhelm Blohm und der Adeline Brakenhoff, er war ein Neffe des Westersteder Lehrers Hermann Brakenhoff (1822–1906). Blohm wuchs auf Grund der Versetzungen seines Vaters in Bettingbühren, Wapeldorf und Neuenwege auf. Von 1876 bis 1880 besuchte er das Lehrerseminar Oldenburg. Der Beginn seiner Karriere als Lehrer führte ihn an die Dorfschulen in Dedesdorf, Schönemoor und Wahnbek. Die 2. Volksschullehrerprüfung legte er 1885 ab, er war dann Hauptlehrer in Westerloy. Er heiratete 1888 Martha Muhle, sie hatten drei Kinder. Er kam 1898 als Nebenlehrer an die 1. Knabenschule nach Delmenhorst, wo er 1912 Hauptlehrer an der Hermann-Allmers-Schule und 1921 bis 1927 Lehrer und Rektor an der Pestalozzi-Schule war.
Blohm engagierte sich ab 1882 im Oldenburger Landeslehrerverein, er vertrat 1910 die Oldenburgische Landeslehrerkonferenz bei der Deutschen Lehrerversammlung in Straßburg. Er schrieb Beiträge zur Besoldung der Lehrer im Oldenburgischen Schulblatt. In der Weimarer Republik war er Mitglied im Deutschen Lehrerverein (DLV) und 1926 Mitglied im Gesamtvorstand des Deutschen Beamtenbundes.   
Blohm wurde 1919 Mitglied der Deutschen Demokratischen Partei (DDP) und war von 1919 bis 1924 Stadtratsmitglied in Delmenhorst. Er wurde 1919 in die Verfassunggebende Landesversammlung des Landtags des Freistaats Oldenburg gewählt. 